# 沃瓦托薩
沃瓦托薩（英語：Wauwatosa）是美国威斯康星州密爾沃基縣的一個城市。據2010年美國人口普查，沃瓦托薩有人口46,396人。沃瓦托薩是密爾沃基都會區的一部分。